# Velika nagrada Alžirije 1934
Velika nagrada Alžirije 1934 je bila zadnja neprvenstvena dirka za Veliko nagrado v sezoni 1934. Odvijala se je 28. oktobra 1934 v Boutzeri, takrat Francija.

## Poročilo

### Pred dirko
Dirka za Veliko nagrado Alžirije je potekala v dveh dirkah po petnajst krogov, rezultate so za končno uvrstitev sešteli. Za favorite pred dirko so veljala moštva Scuderia Ferrari, Automobiles Ettore Bugatti, Whitney Straight Ltd. in Scuderia Siena. 

### Dirka
Prvo dirko je dobil Jean-Pierre Wimille, sledila sta mu Antonio Brivio in Whitney Straight. Louis Chiron je vodil, toda po dolgem postanku v boksih je padel na četrto mesto, lokalni junak Marcel Lehoux pa je zletel s steze v jarek. 
Za drugo dirko je Brivio svoj dirkalnik dal Chironu, ki je ponovno prevzel vodstvo, toda moral upočasniti zaradi poškodovanega blažilca. Straight, ki je večino druge dirke držal drugo mesto je odstopil v zadnjem krogi zaradi okvare menjalnika. Prvo zmago sezone je tako dosegel Wimille, drugo mesto je osvojil Chiron, tretje pa Luigi Soffietti.

## Rezultati

### Dirka
| Poz | Št | Dirkač                      | Moštvo                     | Dirkalnik        | Krogi | Čas/Odstop        | Št. m. |
| --- | -- | --------------------------- | -------------------------- | ---------------- | ----- | ----------------- | ------ |
| 1   | 26 | Jean-Pierre Wimille         | Automobiles Ettore Bugatti | Bugatti T59      | 30    | 2:27:43,8         | 1      |
| 2   | 24 | Antonio Brivio Louis Chiron | Scuderia Ferrari           | Alfa Romeo P3    | 30    | + 3:56,8          | 3      |
| 3   | 30 | Luigi Soffietti             | Scuderia Siena             | Maserati 8CM     | 30    | + 9:30,2          | 7      |
| 4   | 4  | Victor Marret               | Privatnik                  | Bugatti T51      | 28    | +2 kroga          | 10     |
| 5   | 10 | Albert Chambost             | Privatnik                  | Maserati 8C      | 27    | +3 krogi          | 9      |
| 6   | 12 | Marcel Boucly               | Privatnik                  | Bugatti T51      | 27    | +3 krogi          | 13     |
| 7   | 2  | Mlle. Hellé-Nice            | Privatnica                 | Alfa Romeo Monza | 26    | +4 krogi          | 12     |
| Ods | 16 | Whitney Straight            | Whitney Straight Ltd.      | Maserati 8CM     | 29    | Menjalnik         | 4      |
| Ods | 6  | Hans Rüesch                 | Privatnik                  | Maserati 6C-34   |       | Črpalka za gorivo | 8      |
| Ods | 22 | Louis Chiron                | Scuderia Ferrari           | Alfa Romeo P3    |       |                   | 2      |
| Ods | 20 | Marcel Lehoux               | Whitney Straight Ltd.      | Maserati 8C      |       | Trčenje           | 5      |
| Ods | 18 | Philippe Étancelin          | Privatnik                  | Maserati 8C      |       | Rezervoar         | 6      |
| Ods | 14 | Renato Balestrero           | Gruppo San Giorgio         | Alfa Romeo Monza |       |                   | 11     |